# Karl Philipp Sebottendorf van der Rose
Freiherr Karl Philipp Sebottendorf van der Rose (* 17. Juli 1740 in Luxemburg; † 11. April 1818 in Wien) war k.k. Feldmarschall-Lieutenant.

## Herkunft
Die Familie Sebottendorf war eine alte Soldatenfamilie. Seine Eltern waren Oberst Johann Moritz von Sebottendorf († 1760) mit  Maria Anna Bodeck von Ellgau († 1791). Sein Bruder Ignatz Anton (1749–1821) war Generalmajor, sein Bruder Franz Ludwig (1741–1822) war ebenfalls Feldmarschall-Lieutenant. Auch weitere Brüder wurden Offiziere der Armee.

## Leben
Nach seiner Ausbildung an der Wiener-Neustädter Militär-Akademie ging er 1758 als Fähnrich in das Infanterieregiment Nr. 35 (Waldeck). Dort stieg er 1779 zum Hauptmann auf. Nach einem Gefecht bei Gerbersheim wurde er der Feigheit beschuldigt, was sich aber nach der Untersuchung als falsche Anschuldigung herausstellte. So wurde er 1784 zum Major, 1787 zum Obersten und schließlich 1793 zum Generalmajor befördert.
Er wurde Anfang der Koalitionskriege in die Österreichischen Niederlande versetzt, wo er eine Brigade im Luxemburgischen befehligte. Nach dem Gefecht bei Havre am 2. September verfolgte er die geschlagenen Franzosen bis Ötringen. Im Jahr 1796 wurde er zum Feldmarschall-Lieutenant befördert und erhielt eine Division in Italien.
In der Schlacht am Mincio April 1796 kommandierte er den linken Flügel. Dieser wurde vom Hauptkorps abgeschnitten. Sebottendorf sammelte seine Einheiten und griff Valeggio an. Der französische General Bonaparte geriert dabei fast in Gefangenschaft. Von Valeggio rückte Sebottendorf dann über Gherla nach Chiusavareta vor, musste sich dann aber wieder zurückziehen. Im Mai kämpfte er bei Lodi, im August bei Castiglione, im September 1796 dann bei Bassano.
Ende 1796 wurde er nach Tirol versetzt, wo er wieder eine Division kommandierte. Nach dieser Tätigkeit war er Präsident des Militär-Appellations-Gerichtes.
Er starb im Alter von 78 Jahren.

## Familie
Er war mit Johanna von Bandhauer (* 1760; † 1833) verheiratet. Das Paar hatte mehrere Kinder:
- Karl (* 1796), k.k. Rittmeister a. D. ⚭ 30. Mai 1833 Emilie Katharine von Czechowska (Verwitwete Chylinksi)
- Aloys (* 1798), k.k. Rittmeister